# Referéndum sobre la adhesión de Hungría a la OTAN de 1997

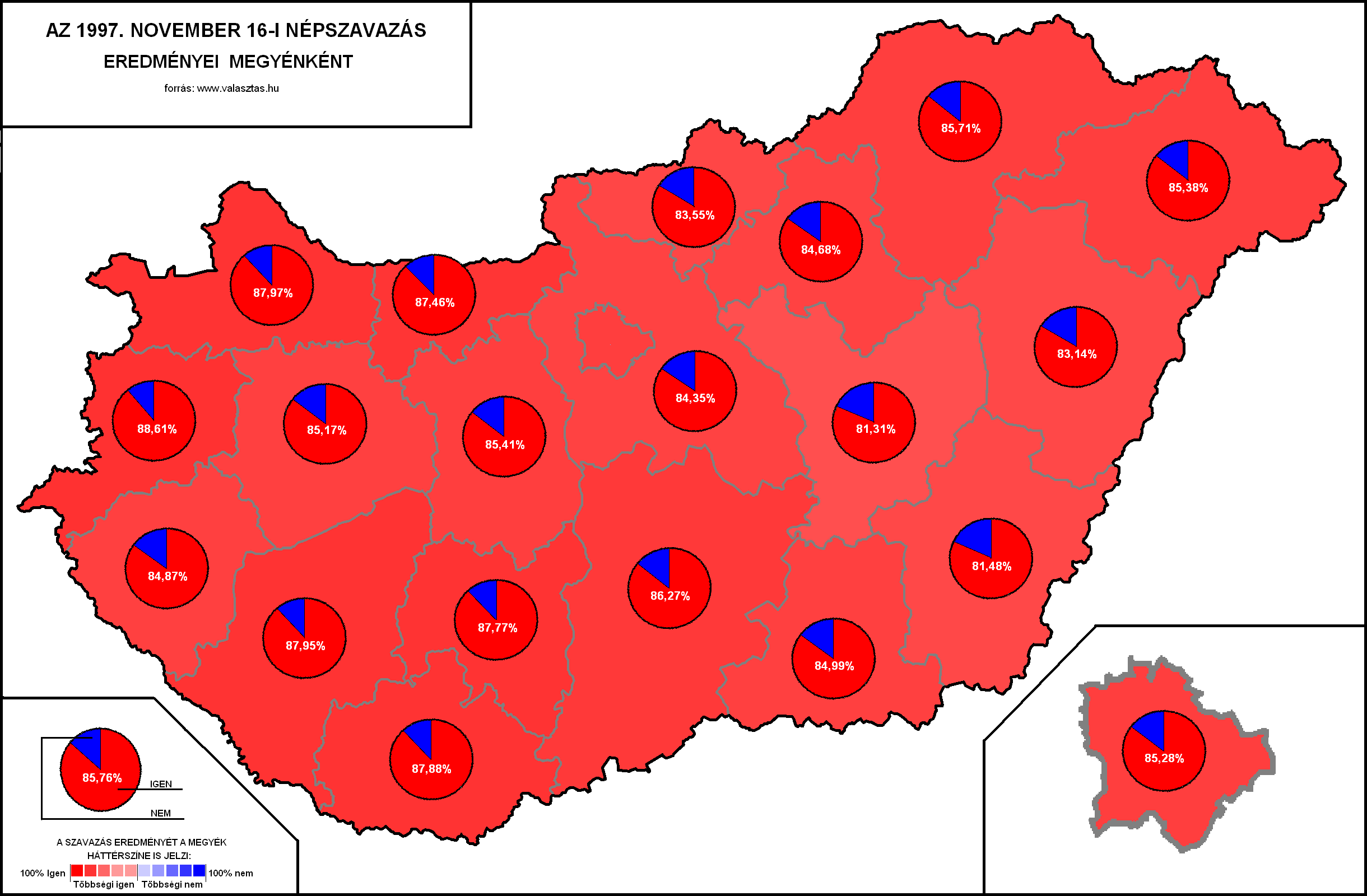
Referéndum húngaro de 1997, resultados por condado

El 16 de noviembre de 1997 Hungría celebró un referéndum sobre el ingreso del país en la Organización del Tratado del Atlántico Norte (OTAN). La propuesta fue aprobada por el 85,3% de los votantes, con una participación del 49,2%.

## Resultados
| Opción                  | Votos     | %    |
| ----------------------- | --------- | ---- |
| A favor                 | 3.344.131 | 85,3 |
| En contra               | 574.983   | 14,7 |
| Votos inválidos/nulos   | 44.961    | –    |
| Total                   | 3,964,075 | 100  |
| Participación           | 8,059,039 | 49.2 |
| Fuente: Nohlen & Stöver |           |      |